# Bahnhof Heuston
Der Bahnhof Heuston (irisch: Stáisiún Heuston; bis 1966 Kingsbridge Station), auch bekannt als Dublin Heuston, ist einer der beiden Fernbahnhöfe der irischen Hauptstadt Dublin und einer der wichtigsten Bahnhöfe des Landes. Von ihm aus fahren die Züge in den Süden, Südwesten und Westen des Landes.
Der Bahnhof wird von der nationalen Eisenbahngesellschaft Iarnród Éireann (IÉ) betrieben. Er beherbergt auch den Hauptsitz der Muttergesellschaft Córas Iompair Éireann (CIÉ). Namensgeber ist Seán Heuston, einer der hingerichteten Führer des Osteraufstands von 1916, der in den Büros des Bahnhofs arbeitete.

## Fahrgastzahlen
| Jahr | Tägliches Ein- und Aussteigen von Passagieren | Änderung zum Vorjahr |
| ---- | --------------------------------------------- | -------------------- |
| 2012 | 16.748                                        | -                    |
| 2013 | 17.581                                        | 833                  |
| 2014 | 18.667                                        | 1.086                |
| 2015 | 19.319                                        | 652                  |
| 2016 | 19.544                                        | 225                  |
| 2017 | 22.296                                        | 2.752                |

## Galerie

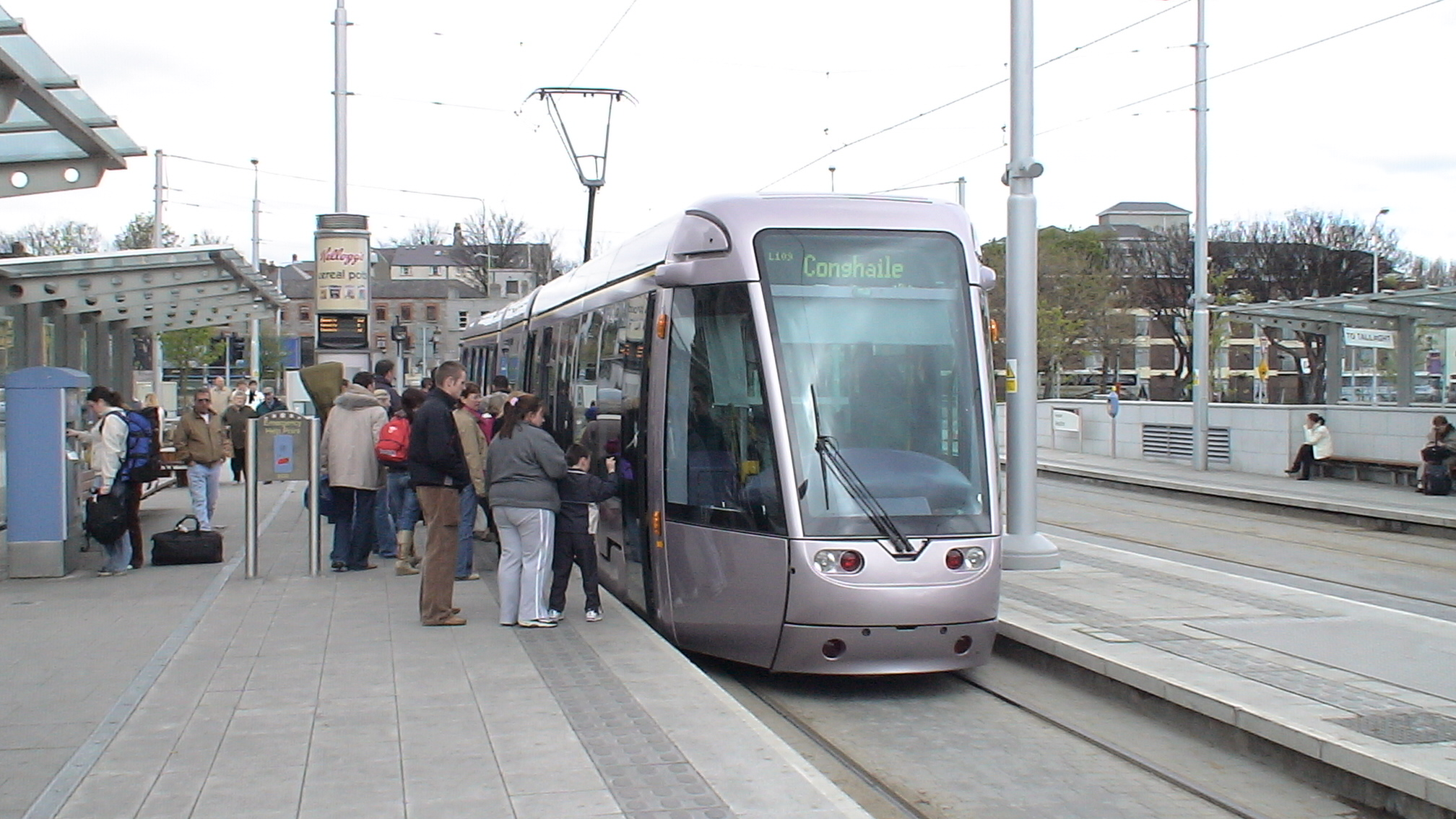
Auf dem Bahnhofsvorplatz hält die Dubliner Straßenbahn
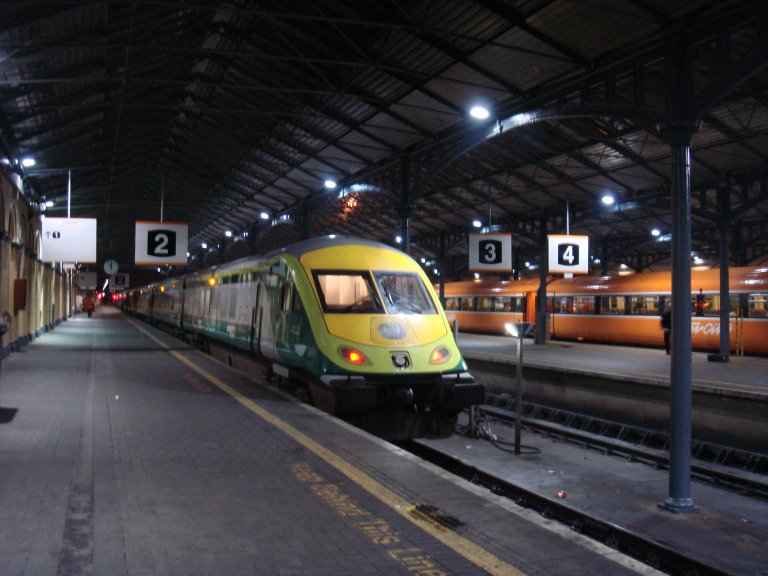
Bahnsteighalle
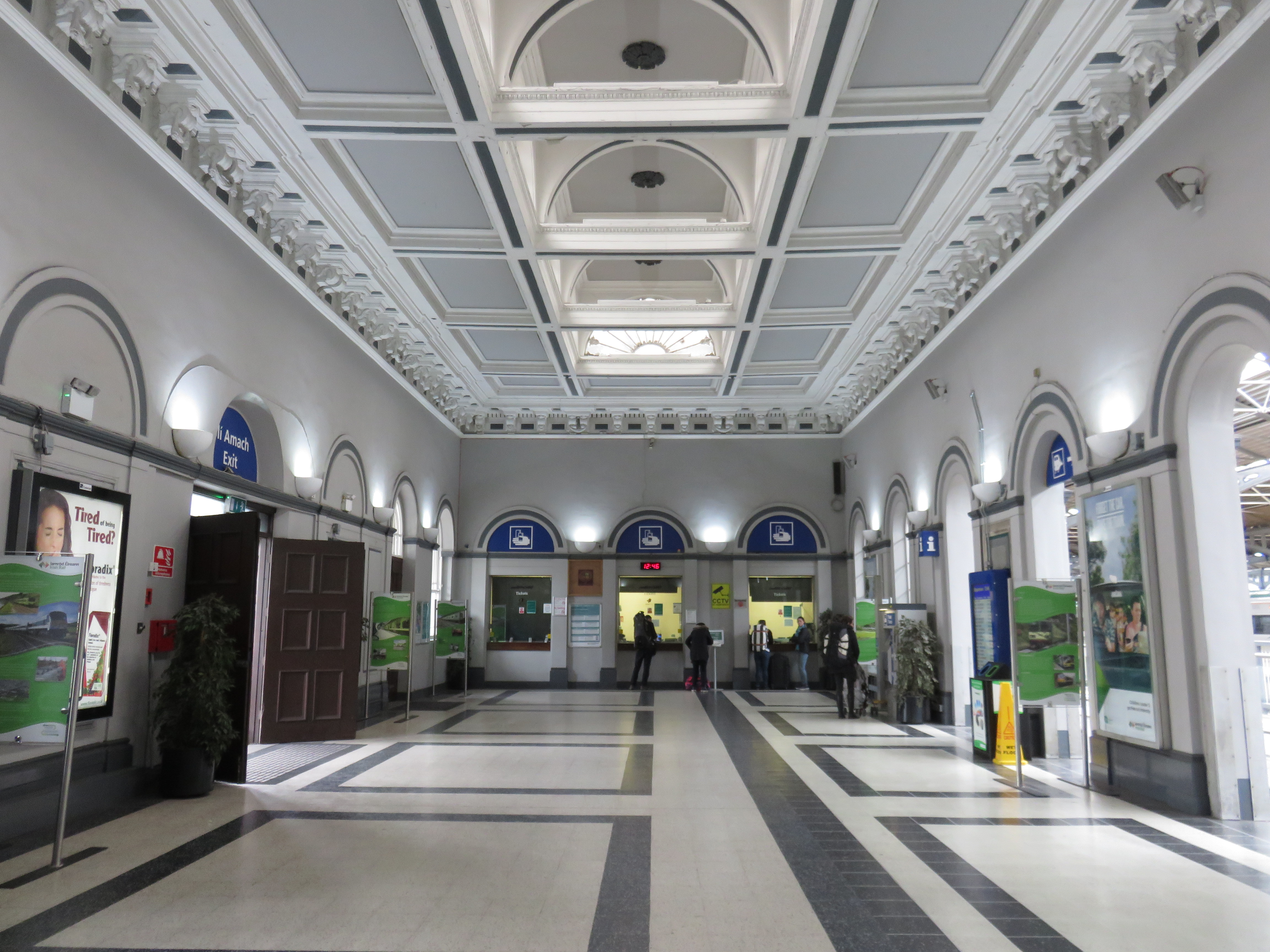
Schalterhalle
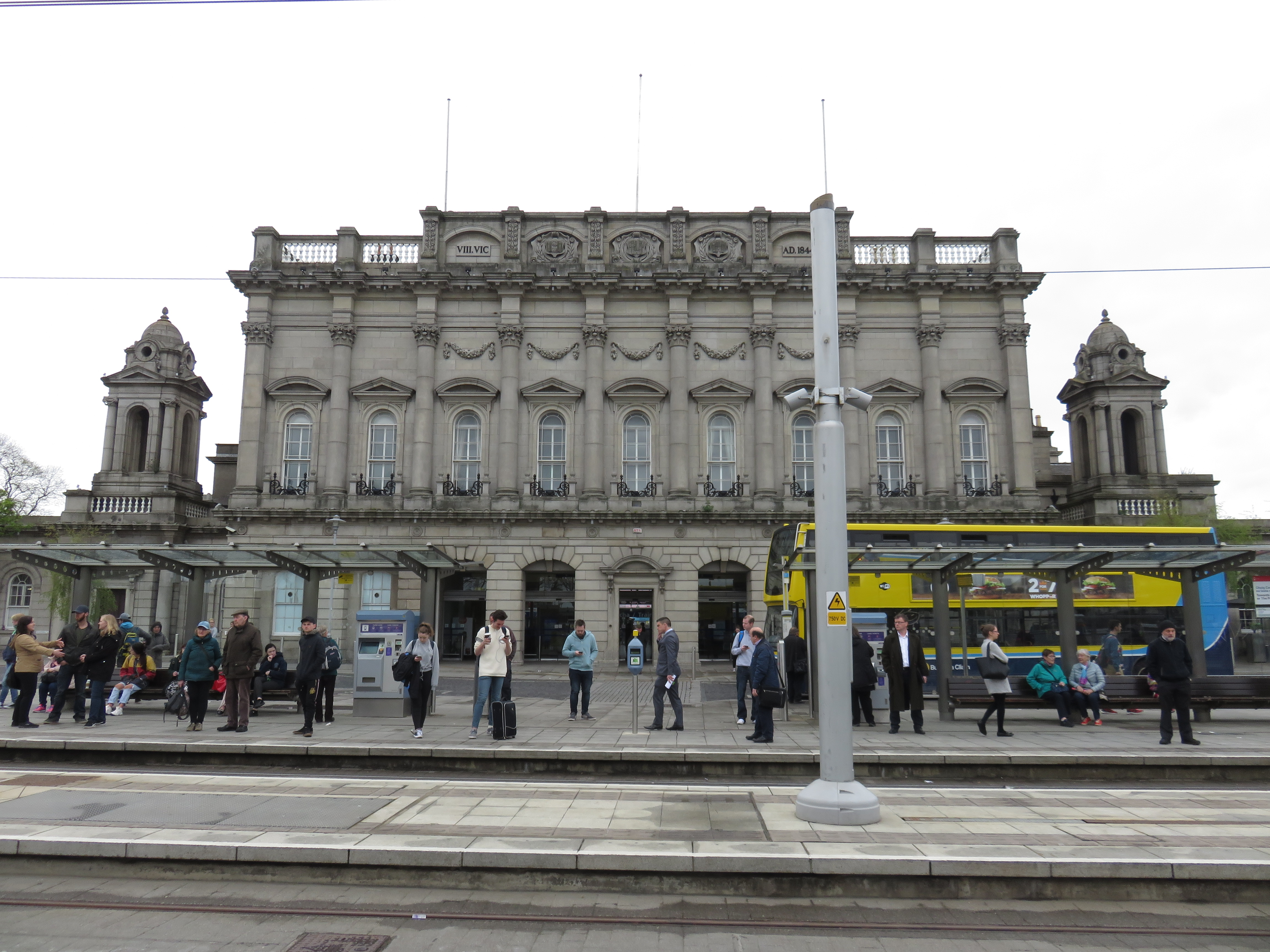
Frontansicht im Jahr 2018